# Jüdischer Friedhof (Chișinău)

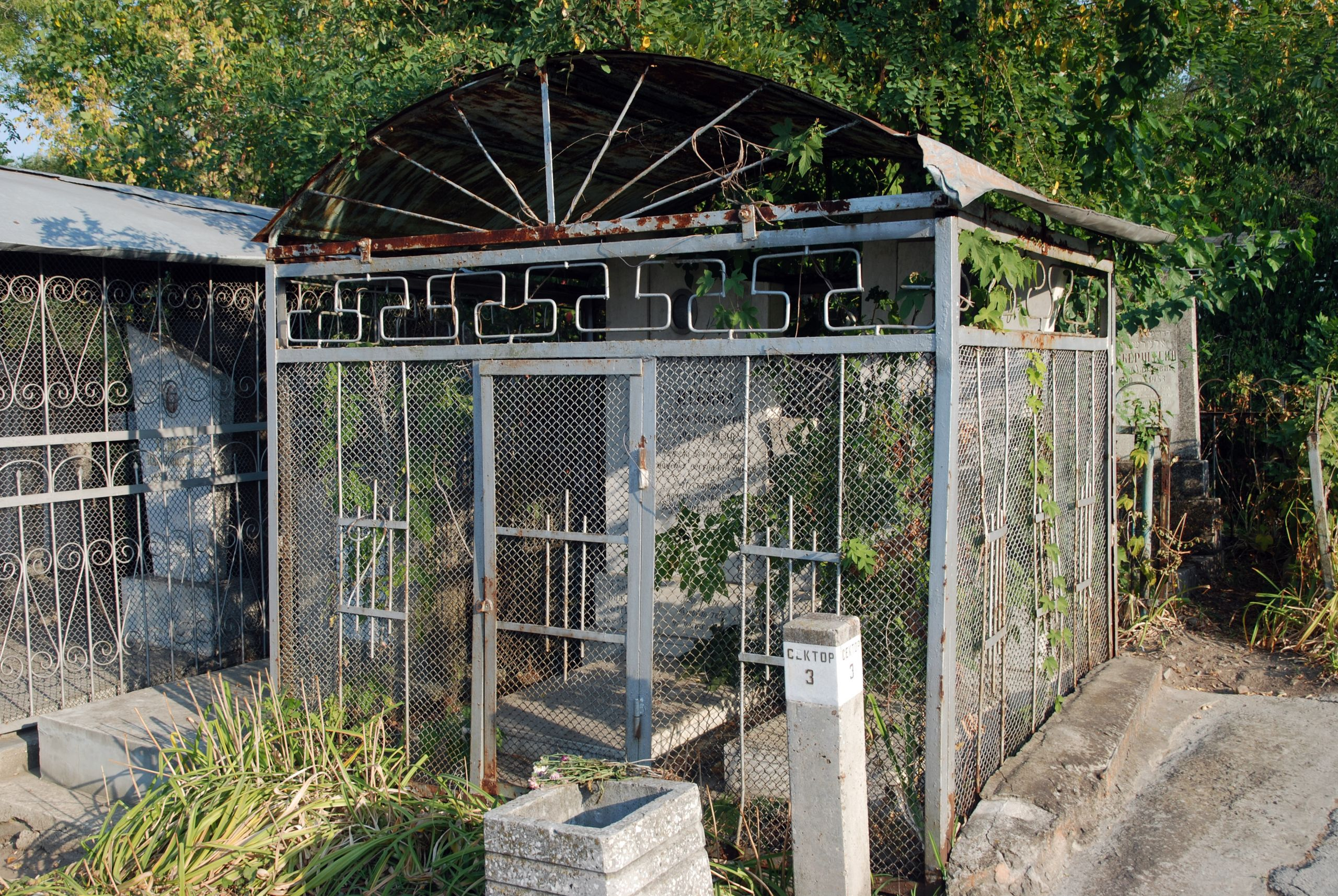
Von Metallkäfig umgebenes Grab. Sektor 3

Der Jüdische Friedhof Chișinău (rumänisch Cimitirul Evreiesc din Chișinău) ist der größte jüdische Friedhof in der Republik Moldau. Er befindet sich in der Hauptstadt Chișinău.
Der im 17. Jahrhundert angelegte Friedhof liegt im Stadtteil Buiucani im Nordwesten des Zentrums. Er ist vom Nordende der Hauptachse der Stadt, dem Bulevardul Ștefan cel Mare și Sfînt zu erreichen. Vom dortigen Kreisverkehr führt die Strada Ion Creangă nach Südwesten. Die nach 700 Metern in nordwestlicher Richtung abzweigende Strada Eugen Coca durchquert einen baumbestandenen Park (Parcul Aluneul) und mündet in die Strada Milano. Der Friedhof ist die südwestliche Fortsetzung des Parks; das Friedhofsgelände erstreckt sich vom Zugang an der Strada Milano 1 weiter den Hügel hinauf. Es ist vollständig ummauert und nur durch ein einziges Tor zu betreten.

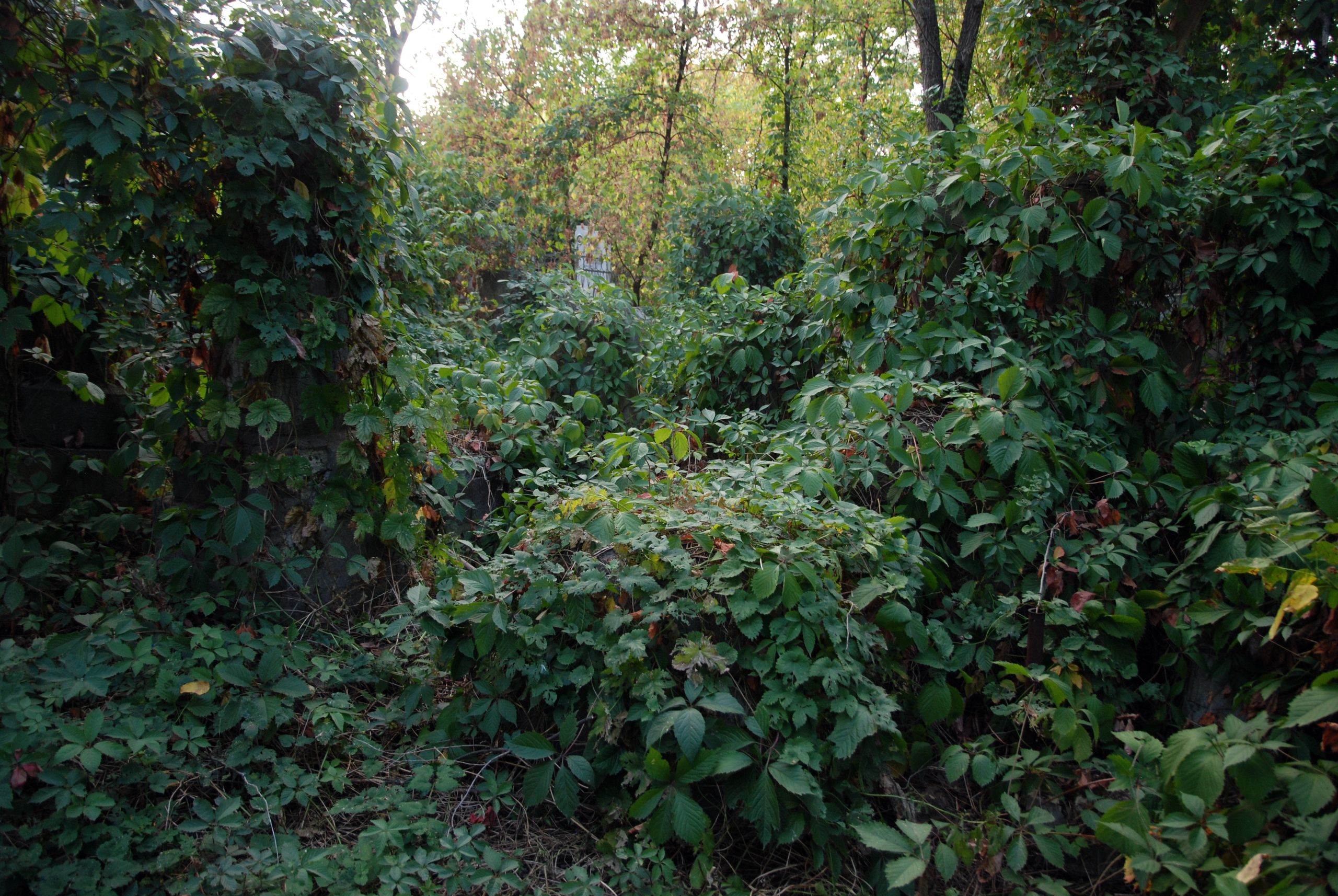
Völlig überwachsener mittlerer Bereich

Es blieben über 20.000 Grabsteine (20.340, hebräisch Mazewa) erhalten. Für den Bau einer Straße wurde 1958 ein Teil des alten jüdischen Friedhofes zerstört. 1961 wurde für die Errichtung eines Parks und eines Tennisplatzes ein weiterer Teil entfernt. Die Grabstätten bestehen aus teilweise aufwendig ornamentierten Steinplatten und Stelen, von denen einige von einem Metallzaun oder von einem Metallkäfig umgeben und überdacht sind. Andere Gräber stehen eng beieinander und sind von Büschen eingewachsen. Das Gelände ist in Sektoren gegliedert, die über Hauptwege erreichbar sind. Manche Nebenwege und Pfade im mittleren Bereich sind unter den Bäumen und Büschen kaum passierbar. 

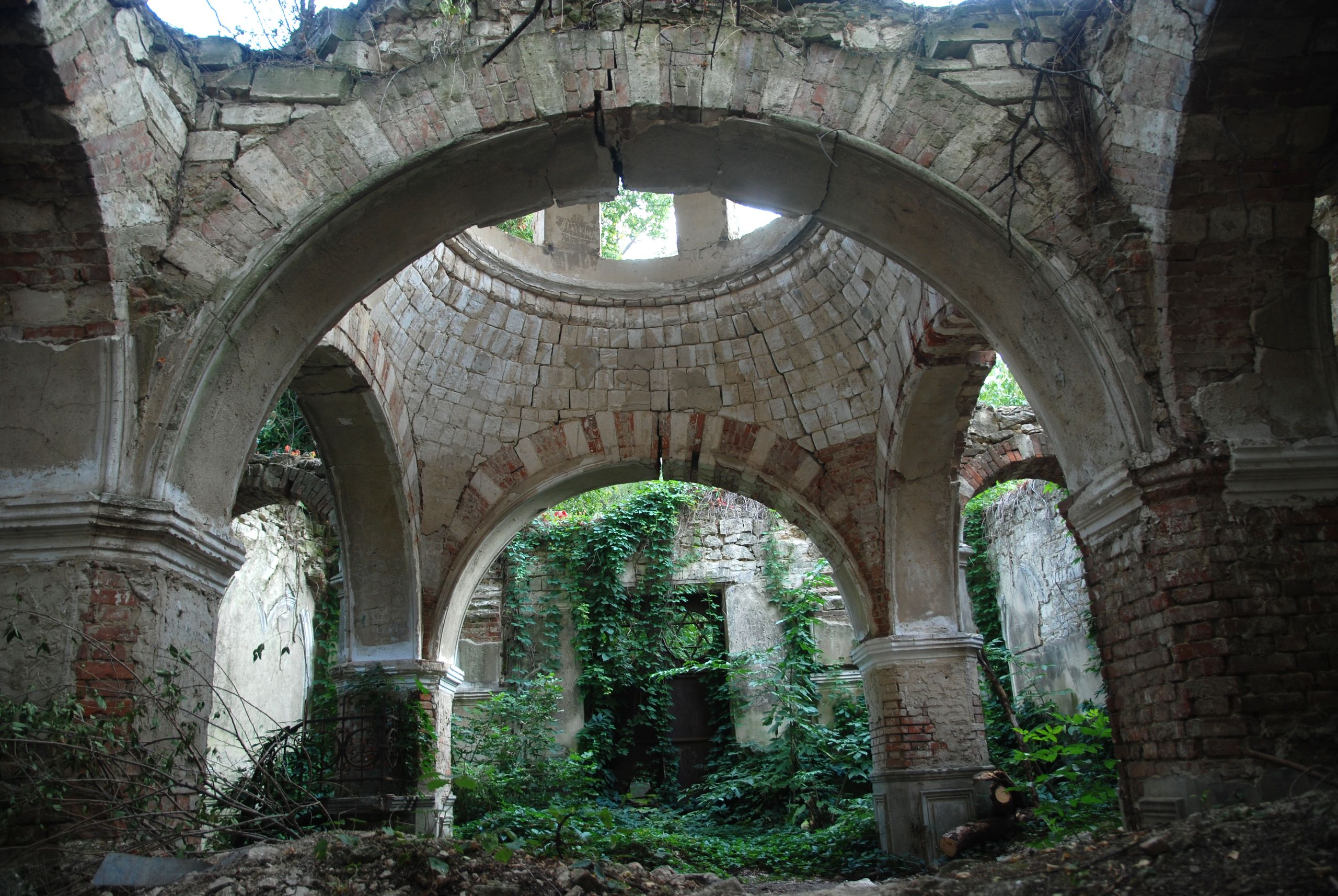
Ruine der Synagoge

Die Grabsteine tragen Inschriften auf Jiddisch, Russisch, Hebräisch oder Rumänisch; auf vielen ist ein Porträt des Verstorbenen eingraviert. Die erhaltenen Grabsteine datieren ab 1820, viele stammen aus der Mitte des 20. Jahrhunderts. Der Friedhof ist bei der jüdischen Gemeinde von Chișinău bis heute in Gebrauch. Deren Angehörigenzahl wurde bei der Volkszählung 2004 für den Stadtbezirk mit 2649 angegeben, während eine jüdische Organisation für 2014 bis zu 15.000 jüdische Einwohner in Chișinău schätzt. Seit 2002 wird der Friedhof mit Mitteln des Spendenfonds Dor le Dor restauriert. Zu dem Programm gehört, umgestürzte Grabsteine aufzurichten und von der Vegetation zu befreien.
Das markanteste Bauwerk ist die Ruine der ehemaligen Friedhofssynagoge aus dem 19. Jahrhundert. Sie ist südöstlich vom Eingang nahe der Außenmauer unter Bäumen versteckt. Das Dach ist eingestürzt, während die erhaltene Zentralkuppel über einem kreisrunden Tambour von vier zentralen massivem Pfeilern getragen wird.
Ein weiterer Friedhof in Chișinău mit jüdischen Gräbern ist der Cimitrul Sfântul Lazăr im nordöstlichen Stadtviertel Rășcani (Strada Doyna 189), rund vier Kilometer nordöstlich des Jüdischen Friedhofs. Inoffiziell wird er Cimitrul Doyna genannt. Auf diesem größten Friedhof des Landes mit einer Fläche von 200 Hektar sind von 268 Sektoren 21 für jüdische Gräber reserviert. Insgesamt befinden sich dort 11.000 jüdische Grabstätten.